# Алия
Вижте пояснителната страница за други личности с името Алия.
Алия Дейна Хотън, известна като Алия, e американска певица, актриса и модел.
Родена в Бруклин, Ню Йорк, тя е отгледана в Детройт, Мичигън. От ранна възраст се появява в телевизионното шоу Star Search и участва в концерт заедно с Гладис Найт. На 12 години Алия сключва договор с Джайв Рекърдс и Бекграунд Рекърдс чрез своя чичо Бари Хенкърсън. Той я запознава с Ар Кели (друг арендби изпълнител), който става неин наставник, водещ текстописец и продуцент на дебютния ѝ албум „Възрастта е просто число“. В Америка от албума се продават два милиона копия и е определен като двойно платинен от Американската асоциация за звукозаписната индустрия (RIAA). След обвинения срещу Алия, заради нелегален брак с Ар Кели, младата изпълнителка прекратява своя договор с Джайв Рекърдс и сключва договор с Атлантик Рекърдс.
Алия работи със записващите продуценти Тимбъленд и Миси Елиът за своя втори албум „Една на милион“, от който само в Америка са продадени два милиона, и повече от осем милиона в целия свят. През 2000 г. Алия участва в нейния първи главен филм „Ромео трябва да умре“. Допринасяйки за саундтрака на филма, Алия записва парчето Try Again (Опитай отново). Песента превзема класацията Billboard Hot 100, а Алия печели наградата Грами за най-добра R&B изпълнителка.
След края на снимките на „Ромео трябва да умре“, Алия участва с главна роля във филма „Кралицата на прокълнатите“. През 2001 г. Алия издава своя трети и последен албум Aaliyah (Алия). На 25 август 2001 г. Алия и още осем души загиват в самолетна катастрофа на Бахамските острови след записването на клип към песента Rock the boat. След инцидента музиката на Алия придобива голяма комерсиална известност с много издадени посмъртни сингли. Продавайки 32 милиона екземпляра по целия свят, Алия допринася за диференцирането на R&B от хип-хопа стила, което ѝ спечелва прозвището „Принцесата на R&B“.

## Живот и кариера

### Ранни години
Алия Дейна Хаутън е родена на 16 януари 1979 г. в Бруклин, Ню Йорк Сити. Притежава афроамерикански и местни американски корени. Тя е второто и по-малко дете на Даян и Майкъл Хаутън.
Записана от малка на уроци по пеене от майка си, Алия пее в църковния хор, на благотворителни събития и сватби. Когато е на 5 години, семейството ѝ се мести в Детройт, Мичигън, където тя е отгледана със своя по-голям брат Рашад. Посещава католическо училище, където в първи клас получава роля в театралната постановка „Ани“. Оттогава тя е решена да стане артистка.
Майката на Алия е била вокалистка, а чичо ѝ Бари Хенкерсън е съпруг на Гладис Найт. Като дете Алия пътува с Найт и участва в Ню Йорк в прослушване за реклами и телевизионни програми, включително Family Matters, участва и в Star Search, когато е на девет години. На единадесет участва на прослушвания в няколко лейбъла и участва в концерти заедно с Найт.

## Личен живот
С излизането на Age Ain't Nothing but a Number (Възрастта е само число) се появяват слухове за връзка между Алия и Р. Кели. Скоро след това тръгват слухове за тайна сватба между двамата – след излизането на Age Ain't Nothing but a Number и съдържанието за възрастни, което Р. Кели пише за Алия. Списание Vibe по-късно разкрива свидетелство за брак, който гласи, че двойката е сключила такъв на 31 август 1994 г. в Роузмънт, Илинойс. Алия, която по това време е на 15-годишна възраст, е записана като 18-годишна в свидетелството. Незаконният брак е анулиран през февруари 1995 г. от родителите на Алия. Двойката продължава да отрича обвиненията в брак, като твърди, че нито един от тях не е бил женен.

## Смърт
На 25 август 2001 година Алия и членове на звукозаписната компания се качват на двумоторен Cessna 402B на летище Марш Харбър, Бахамски острови, за да отпътуват обратно към Флорида след заснемане на видеото към песента Rock the Boat. Алия и антуражът ѝ са имали резервация за полет на следващия ден, но тъй като снимките приключват по-рано, нямайки търпение да се върнат в САЩ, взимат решение да тръгнат веднага. Предвиденият самолет е бил по-малък от Cessna 404, с който те първоначално са летели, но все пак цялата група и оборудване са били натоварени на борда. Самолетът се разбива малко след излитане, на около 60 метра от пистата. Загиват Алия и останалите 8 души на борда – пилотът Люис Моралес III, фризьорът Ерик Форман, Антъни Дод, охранителят Скот Гален, видео-продуцентът Дъглас Кратц, стилистът Кристофър Малдонадо и служителите на Blackground Records – Кийт Уолес и Джина Смит.
Според резултатите от следствие, поверено на патолог от Бахамските острови, Алия е получила „тежки изгаряния и удар в главата“, в допълнение към силен шок и слабо сърце. Патологът изказва хипотезата, че тя е изпаднала в толкова силен шок, че дори и да е била преживяла катастрофата, възстановяването ѝ е щяло да бъде почти невъзможно.
Както последвалото разследване изяснява, когато самолетът прави опит да излети, той надвишава максимално допустимото си тегло с 320 кг, а освен това (според сертификата му) на борда му има един пътник повече от допустимото. В доклада на Националния съвет по безопасност на транспорта (НСБТ) се казва: „самолетът е видян да се издига над пистата и след това да пада с носа надолу, удряйки се във водната повърхност на блато от южната страна на края за излитане на писта 27; след което избухва в пламъци“. Докладът също посочва, че пилотът не е бил оторизиран да управлява самолета. Моралес е получил лиценза си с лъжа, представяйки стотици часове летене, които никога не е осъществявал. В допълнение, аутопсия, извършена на тялото на Моралес, разкрива наличието на следи от кокаин и алкохол в организма му. НСБТ казва, че максималната допустима обща маса на самолета е „значително превишена“, и че центърът на гравитацията е поставен отвъд задната му граница. Джон Франк от Cessna Pilots Association коментира, че самолетът „определено е бил претоварен“.
Погребението на Алия се състои в църква „Св. Игнатий Лойола“ в Манхатан. Тялото ѝ е положено в сребърен ковчег, носен в стъклена катафалка и теглен от кон. Около 800 опечалени присъстват на службата. След нейния край са пуснати 22 бели гълъба, които символизират всяка една от годините в живота на Алия.

## Дискография

### Студийни албуми
- Age Ain't Nothing but a Number (1994)
- One in a Million (1996)
- Aaliyah (2001)

### Компилации
- I Care 4 U (2002)
- Ultimate Aaliyah (2005)

### Сингли
- Back & Forth (1994)
- At Your Best (You Are Love) (1994)
- Age Ain't Nothing but a Number (1994)
- Down with the Clique (1995)
- The Thing I Like (1995)
- Are You Ready (1996)
- If Your Girl Only Knew (1996)
- Got to Give It Up (1996)
- One in a Million (1996)
- 4 Page Letter (1997)
- Hot Like Fire (1997)
- The One I Gave My Heart To (1997)
- Journey to the Past (1997)
- Are You That Somebody? (1998)
- Try Again (2000)
- Come Back in One Piece (2000)
- We Need a Resolution (2001)
- Rock the Boat (2001)
- More Than a Woman (2002)
- I Care 4 U (2002)
- I Miss You (2002)
- Don't Know What to Tell Ya (2002)
- Come Over (2003)
- Are You Feelin' Me? (2005)
- Enough Said (2012)

### Видео албуми
- Aaliyah (2001)
- I Care 4 U (2002)
- Ultimate Aaliyah/Special Edition: Rare Tracks & Visuals (2005)